# Багненко, Сергей Фёдорович
Серге́й Фёдорович Багне́нко (род. 22 сентября 1957) — советский и российский врач, хирург, академик Российской академии наук, доктор медицинских наук, профессор.

## Биография
Родился 22 сентября 1957 года в Херсоне Украинской ССР. В 1980 году с отличием и золотой медалью окончил Военно-медицинскую академию. В 1980—1983 годах — начальник медицинской службы корабля. С 1985 по 1987 год служил в Демократической Республике Афганистан, вначале в должности ведущего хирурга отдельной медицинской роты в Джелалабаде, а затем отдельного медицинского батальона в Баграме. В 1987 году поступил в адъюнктуру ВМА и в 1990 году защитил кандидатскую диссертацию. С 1990 по 1998 год работал преподавателем на кафедре военно-морской и общей хирургии ВМА. В 1998 году защитил докторскую диссертацию. С 1998 года является директором НИИ скорой помощи им. И. И. Джанелидзе — крупного многопрофильного медицинского научного и лечебного центра Санкт-Петербурга. Заведующий кафедрой хирургии повреждений Санкт-Петербургской медицинской академии последипломного образования с 2000 года. Главный хирург МЗ и СР по СЗФО с 2004 года. В 2008 году назначен национальным координатором по вопросам предупреждения случайных травм Европейского регионального бюро ВОЗ и главным специалистом по скорой медицинской помощи Минздравсоцразвития России. С 2010 по 2013 заведующий кафедрой факультетской хирургии медицинского факультета СПбГУ.
Направления научных исследований и практической деятельности: хирургия повреждений, абдоминальная и трансплантационная хирургия, заболевания печени, поджелудочной железы, желудочно-кишечного тракта, вопросы онкологии.
Автор более 700 научных работ, 14 монографий, руководств и учебников, соавтор 21 патента на изобретение, открытия. Под его руководством выполнено 8 докторских и 12 кандидатских диссертаций.
Эксперт Высшей аттестационной комиссии по хирургии.
Член Учёного и диссертационного советов МАПО, президент журнала «Скорая медицинская помощь», главный редактор журнала «Вестник хирургии им. И.И. Грекова» и «Анналы хирургической гепатологии», главный редактор журнала "Учёные записки ПСПбГМУ им. И.П. Павлова". Руководитель и организатор международных и всероссийских съездов, симпозиумов и конференций.
Автор концепции развития и реформирования скорой медицинской помощи на догоспитальном и госпитальном этапах в России.
В соответствии с Приказом Министерства здравоохранения и социального развития Российской Федерации (№ 80-кр от 03.05.2012 г.) назначен исполняющим обязанности ректора ПСПбГМУ им. акад. И. П. Павлова с 4 мая 2012 года. 23 февраля 2013 года избран ректором университета.
В начале 2024 года возглавил объединённый научный совет СПбО РАН по наукам о жизни.

## Политическая деятельность
В декабре 2011 года был избран депутатом Государственной думы VI созыва от партии «Единая Россия», однако депутатом не стал, уступив место в Госдуме экс-главе Росимущества Юрию Петрову.

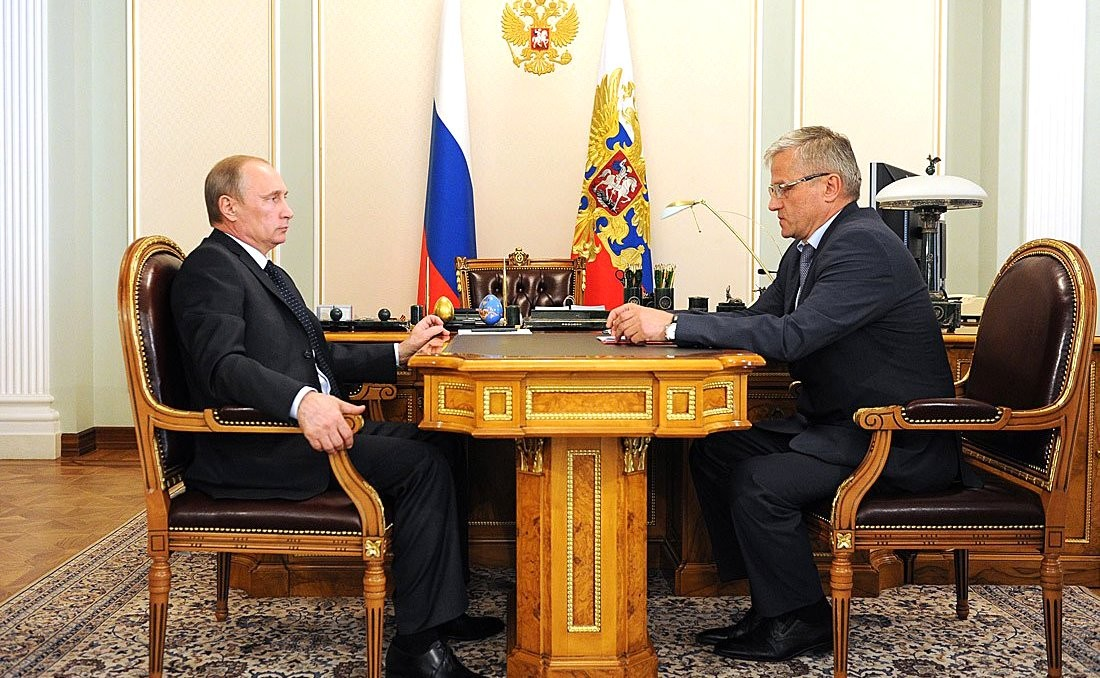
Встреча президента России В. В. Путина с ректором Первого СПбГМУ С. Ф. Багненко

В феврале 2012 года был назначен заместителем начальника избирательного штаба в Санкт-Петербурге кандидата в президенты России Владимира Путина. В январе 2012 года глава регионального исполкома «Единой России» Дмитрий Юрьев сообщал, что в декабре Багненко был назначен главой предвыборного штаба Путина в Петербурге.
В феврале 2012 года в интервью Фонтанка.ру сказал, что люди, включённые в штаб — прагматичные и понимающие, что «на сегодняшний день из всех вариантов — этот для нас самый прагматичный и выгодный», и далее: «Я на 90 процентов в душе „яблочник“ и демократ. Мы все в душе демократы. Я никогда не был членом „Единой России“. И, как и многие, разделяю критические замечания в её адрес. С другой стороны, я понимаю, что нам нужно большинство в ЗакСе, мы должны принимать законы, а в городе должны запускаться проекты. Если в парламенте есть такое большинство, возможна продуктивная работа.»

## Награды
Имеет награды и звания:
- орден Пирогова (2020)[9],
- орден «За службу Родине в ВС СССР» III степени,
- медаль ордена «За заслуги перед Отечеством» II степени,
- медаль «В память 300-летия Санкт-Петербурга»,
- нагрудный знак «Отличник здравоохранения»,
- знак «Милосердие»,
- медаль «За заслуги перед отечественным здравоохранением»,
- медаль «За содружество во имя спасения»,
- Премия Правительства Российской Федерации в области образования 2013 года (12 ноября 2013) — за научно-практическую разработку "Создание образовательной системы обучения сотрудников социально значимых объектов, специалистов, работающих в опасных условиях труда и воздействия вредных производственных факторов, оказанию первой помощи при угрожающих жизни состояниях, травмах, чрезвычайных ситуациях, техногенных, природных катастрофах, террористических актах"
- лауреат двух премий Правительства Российской Федерации в области науки и техники (2010, 2015)[10]
- почётный доктор НМХЦ им. Н. И. Пирогова (2017)[11]